# Barbara Stieff
Barbara Stieff (* 1968 in Wien) ist eine österreichische Kinderbuchautorin, Hörbuchautorin, Kulturvermittlerin, Sprecherin und Regisseurin.

## Ausbildungen
Barbara Stieff absolvierte von 1987 bis 1991 die Ausbildung zur Grafikdesignerin bei Die Grafische in Wien, besuchte 1994–1997 die Schauspielschule Krauss in Wien, 1995 den Hollywood Acting Workshop (HAW) in Los Angeles, machte 2000 eine Ausbildung zur Kreativitätstrainerin in creative writing im IAK München und schloss 2007 den Lehrgang Kultur und Organisation des Instituts für Kulturkonzepte an der Universität Wien ab.

## Leben
Nach einigen Jahren als Bühnendarstellerin (Theater in der Josefstadt, Kammerspiele Wien …) wandte sich Barbara Stieff dem Schreiben und der Kulturvermittlung zu. Durch die langjährige Kooperation mit dem ZOOM Kindermuseum in Wien entstanden erste Werke für Kinder und Familien. Sie schreibt und produziert Hörgeschichten und Audioguides, entwickelt Vermittlungskonzepte für Kunst-, Kultur-, und Tourismusanbieter und arbeitet als Studiosprecherin.

## Auszeichnungen und Förderungen
- 2012 Kollektion des österr. Kinder- und Jugendbuchpreises 2012 des BMUKK für das Buch Natürlich Kunst!, Prestel Verlag
- 2010 CD des Monats Mai von Ifak Stuttgart und Stiftung Zuhören für das Hörbuch Es fliegt, es fliegt, ZOOM Edition
- 2009 Scriptlab Förderung des Drehbuchforum Wien für das Treatment "Gewonnen!"
- 2009 Autoren Förderung des BMUKK
- 2007 LesePeter  für Hundertwasser für Kinder - Träume ernten, Prestel Verlag

## Werke
Bücher

- 2024: Der große Traum vom Hexenwasser, Hexenwasser Verlag, ISBN 978-3-200-09795-7.
- 2011: Natürlich Kunst! Kunst und Natur, Prestel Verlag, Earth, Sea, Sun and Sky - Art in Nature, Prestel Verlag , München, ISBN 978-3-7913-7002-6.
- 2008: Der Blaue Reiter für Kinder - ein Bild muss klingen, Prestel Verlag, ISBN 978-3-7913-4041-8.
- 2007: Hundertwasser für Kinder - Träume ernten,  Prestel Verlag, ISBN 978-3-7913-3557-5.

Hörspiele (Text und Regie)

- 2022: Die Hüterin des Feuers, Hörgeschichte (22 min), Eigenproduktion
- 2010: Ha zwei Ooo, ZOOM Edition (Text)
- 2009: Es fliegt, es fliegt, ZOOM Edition
- 2008: Bearbeitungen antiker Literatur (Metamorphosen des Ovid) für Kinder für die Ausstellung Mega Griechisch
- 2007: Rosalie und Benedikt - ein Abenteuer auf der Rosenburg
- 2005: Wunderland, experimentelles Kurzhörspiel für untitled

Minibücher

- Wuschel und die Kaiserin, 2023
- Pilu lernt Feuer speien, 2018
- Pluschins rasante Reise, 2018
- Lerne fliegen mit Pilu´s Freunden, 2017
- Fix zeigt Dir seine Welt, 2017

Vermittlungskonzepte

u.a. für MQ Osnabrück, Glasmanufaktur Harzkristall, Burg Hohenwerfen, Bayrisches Staatsbad Bad Kissingen, Loisium Langenlois, ZOOM Kindermuseum, Renaissance Schloss Rosenburg, Kunst Haus Wien, ...